# Кисівське газоконденсатне родовище
Кисівське газоконденсатне родовище — належить до Рябухинсько-Північно-Голубівського газоносного району Рябухинсько-Північно-Голубівського газоносного району Східного нафтогазоносного регіону України.

## Опис
Розташоване в Харківській області на відстані 26 км від м. Валки.
Знаходиться в центральній частині півн. приосьової зони Дніпровсько-Донецької западини.
Структура виявлена в 1979—1980 рр.
Поклад пов'язаний з структурним носом субмеридіонального простягання, ускладненим серією скидів. Його розміри 3,5х2,5 м, амплітуда 300 м. Перший промисл. приплив газу та конденсату отримано з серпуховських відкладів з інт. 5150-5159 м у 1987 р.
Поклад пластовий, тектонічно екранований та літологічно обмежений. Колектори — пісковики. Режим покладу газовий. Запаси початкові видобувні категорій А+В+С1: газу — 740 млн. м³; запаси конденсату не підраховувалися.